# HD 83727
HD 83727，又名BD+79 319，SAO 6956、HR 3847，是一颗恒星，视星等为6.17，位于銀經132.39，銀緯34.35，其B1900.0坐标为赤經9h 35m 27s，赤緯+79° 34.35′ 43″。